# Calyptomyrmex brunneus
Calyptomyrmex brunneus är en myrart som beskrevs av Arnold 1948. Calyptomyrmex brunneus ingår i släktet Calyptomyrmex och familjen myror. Inga underarter finns listade.

## Bildgalleri

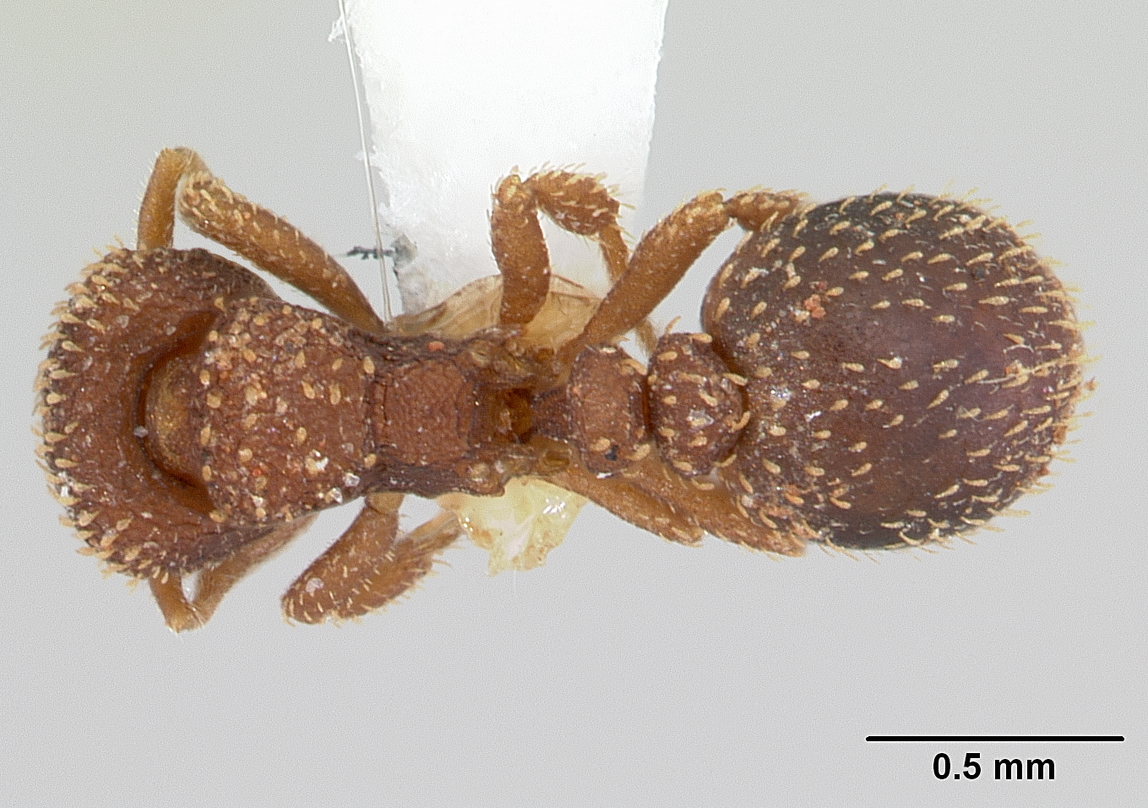
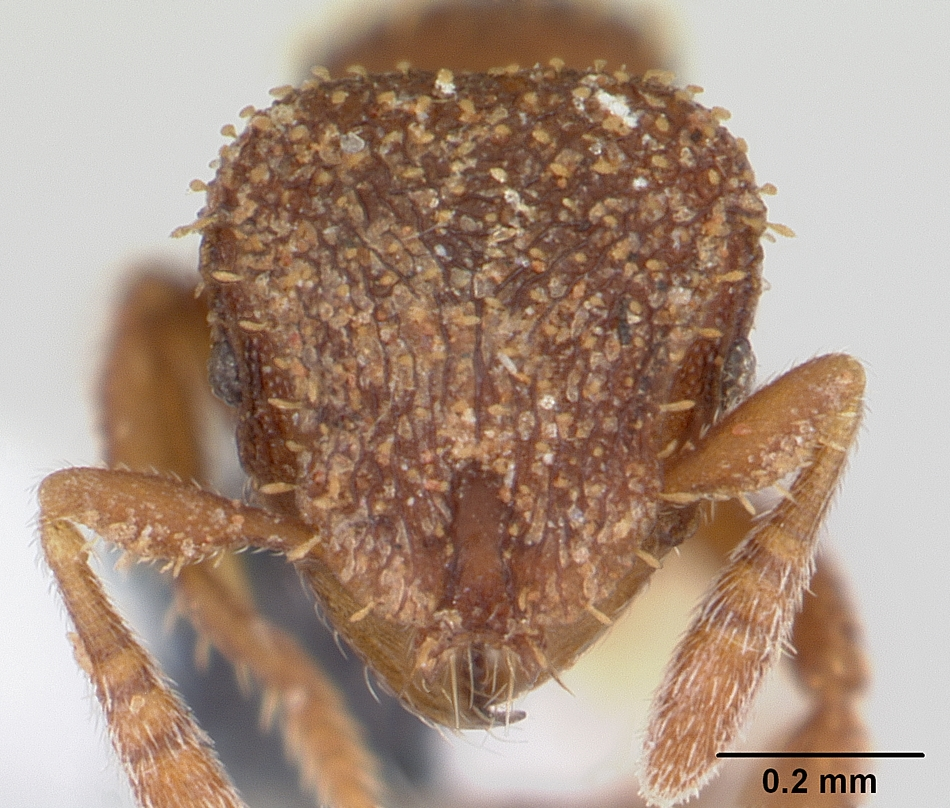
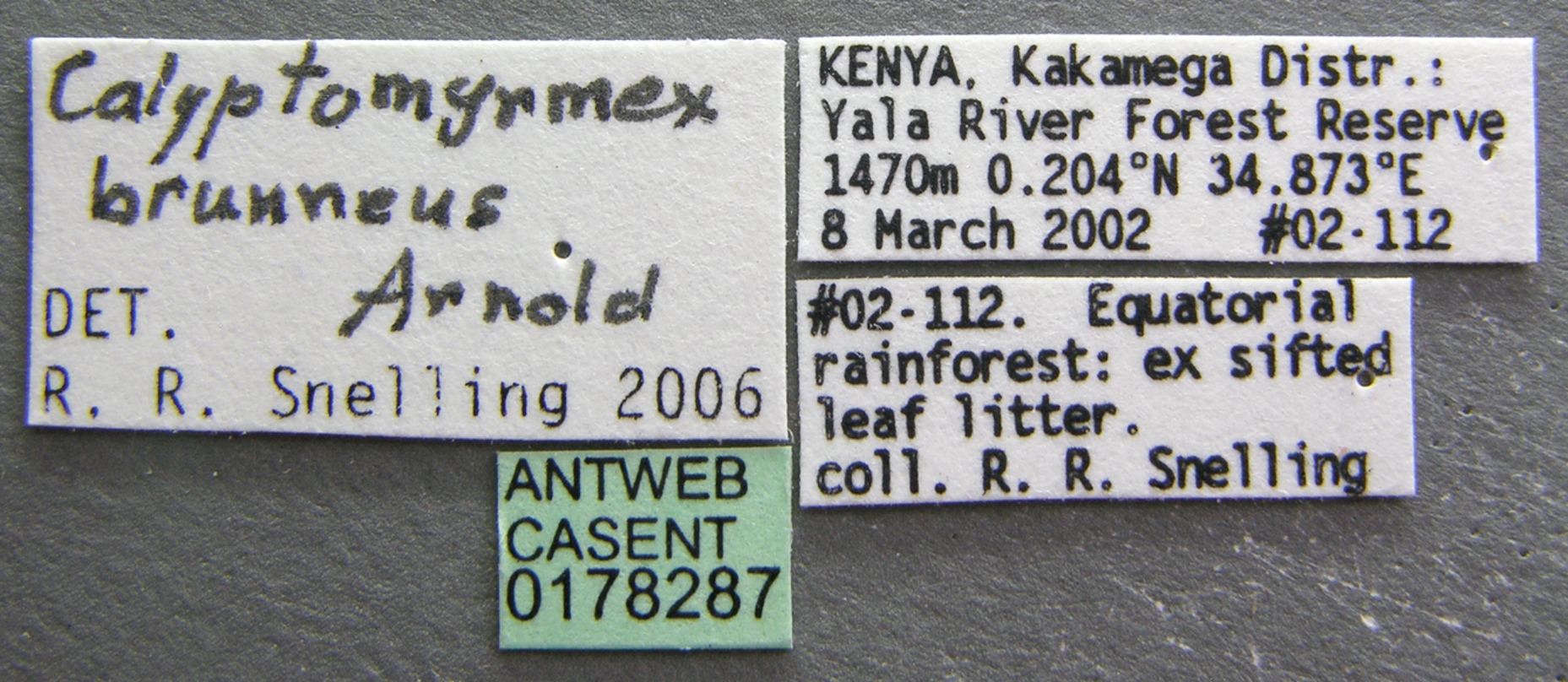
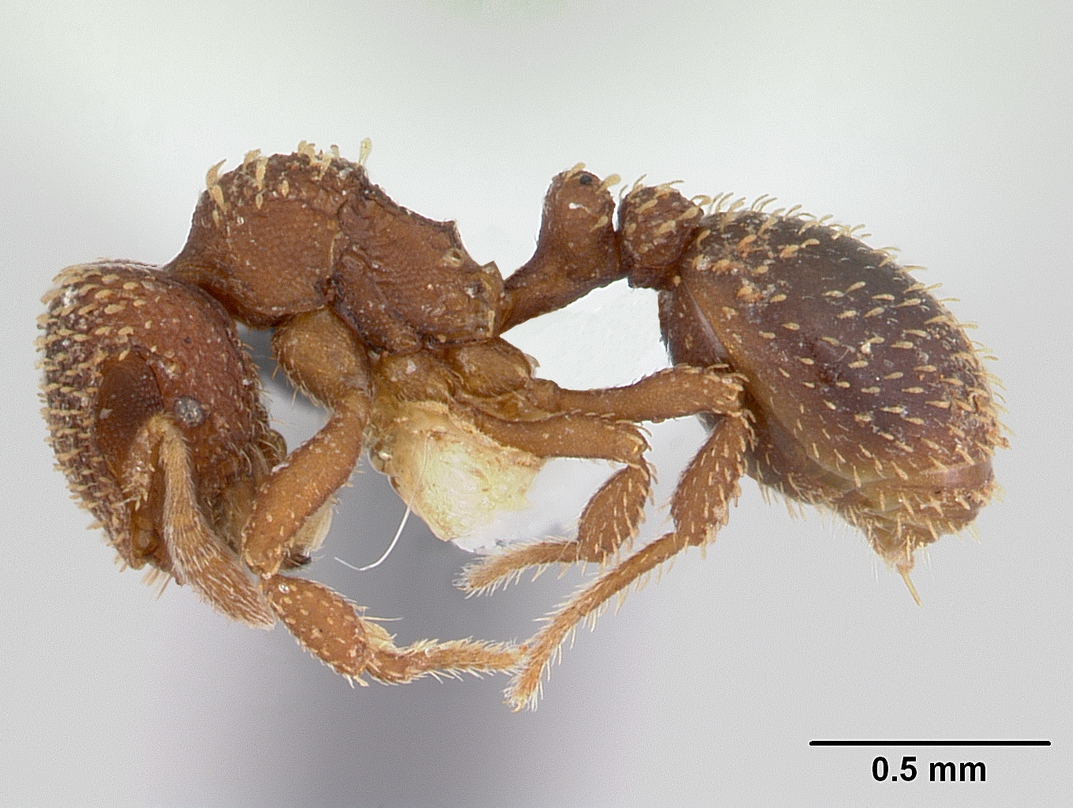